# 哲学は神学の婢
哲学は神学の婢（てつがくはしんがくのはしため）、哲学は神学の侍女（てつがくはしんがくのじじょ、ラテン語: Philosophia ancilla theologiae、ドイツ語: Die Philosophie ist die Magd der Theologie、英語: Philosophy is the handmaiden of theology）とはスコラ哲学で、神の恩恵や啓示では解明出来ない哲学は最も高度な科学である神学に従属するものでなければならない、というラテン語の慣用句である。この用語はイタリアの司教、ペトルス・ダミアニが用いたもので、イタリアのスコラ哲学者(神学者)であるトマス・アクィナスはこれを支持した。近代以降、この慣用句は非難或いは軽蔑の意を込めて用いられるようになった。

## 「哲学は神学の婢」に関する著書
- Bernardus Baudoux: Philosophia "Ancilla Theologiae", in: Antonianum 12 (1937), pp. 293–326
- Max Seckler（ドイツ語版）: „Philosophia ancilla theologiae“. Über die Ursprünge und den Sinn einer anstößig gewordenen Formel, in: Theologische Quartalschrift 171 (1991), pp. 161–187（ドイツ語）